# سركا (مقاطعة كلاردشت)
سركا (بالفارسية: سرکا) هي قرية تقع في قسم بيرون‌بشم الريفي (مقاطعة كلاردشت) في إيران. يقدر عدد سكانها بـ 63 نسمة بحسب إحصاء 2016.